# Jock Semple
John Duncan « Jock » Semple (26 octobre 1903 – 10 mars 1988) est un coureur et entraîneur sportif américain. En 1967, il atteint une notoriété mondiale en tant que directeur de course du marathon de Boston quand il tente de déchirer le dossard d'une marathonienne de 20 ans, Kathrine Switzer, pour l'empêcher de participer à un marathon amateur, interdit implicitement aux femmes à l'époque sur la base de préjugé sur leur résistance. Finalement, il devient quelques années plus tard l'un des amis de Kathrine Switzer.

## Biographie
Jock Semple, né en 1903 à Glasgow, en Écosse, grandit dans les bidonvilles de cette cité.
Il émigre aux États-Unis en 1921 pour travailler comme ébéniste à Philadelphie. Il s'installe à Boston après avoir participé à son premier marathon de Boston et commence à travailler dans des domaines liés au sport : masseur et kinésithérapeute, entraîneur. Il devient codirecteur de la course du marathon de Boston, et s'emploie notamment, pour conserver à cette compétition tout son sérieux, à écarter les coureurs voulant utiliser la couverture médiatique de l'événement.

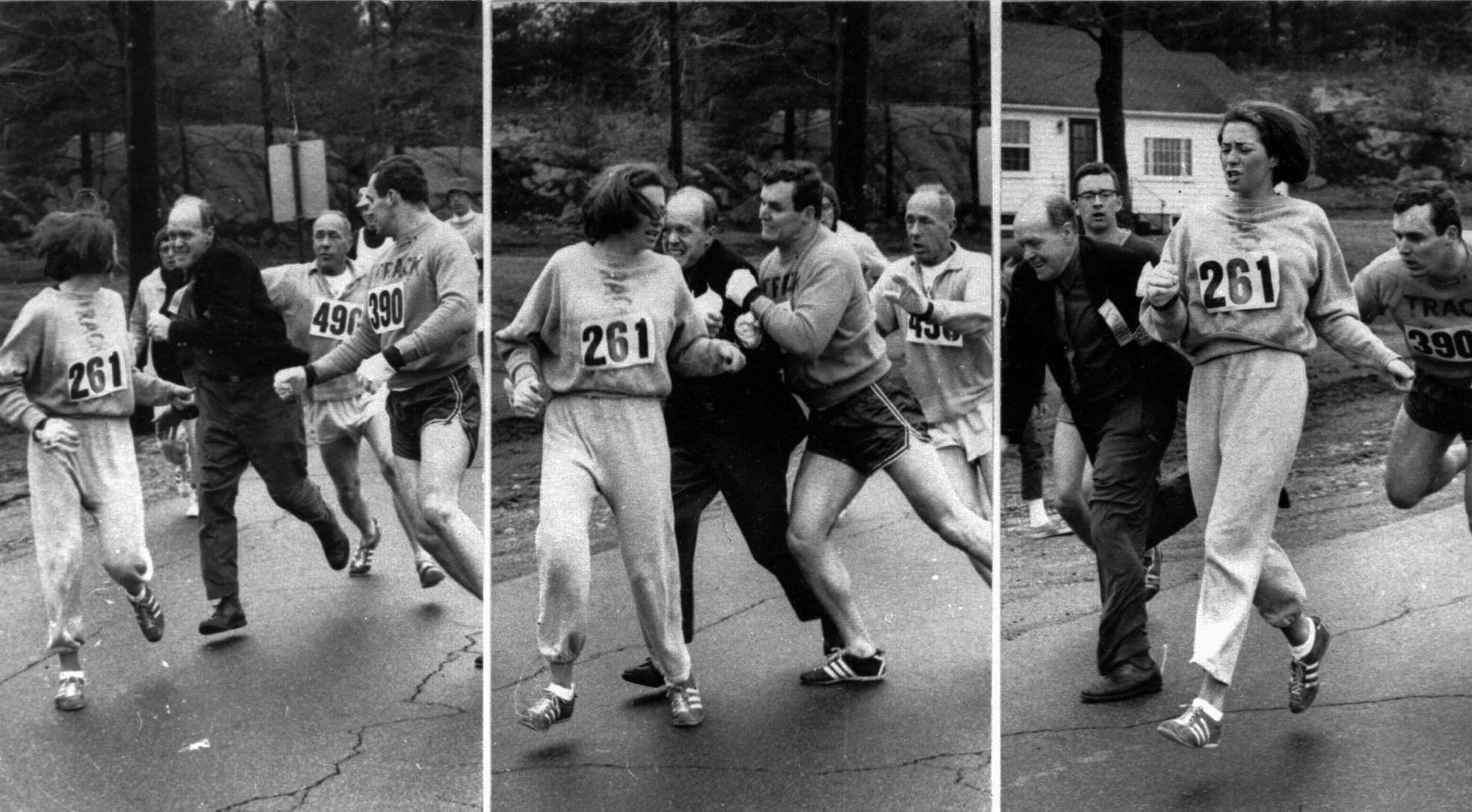
Jock Semple tente d'arracher le dossard de Kathrine Switzer en 1967 au marathon de Boston, mais d'autres coureurs interviennent

Le marathon de Boston est dans les faits interdit aux femmes pendant des années : elles n'étaient pas considérées comme capables physiquement de tenir une telle distance. Des pionnières s'emploient à démontrer que cet argument est faux et à remettre en cause cette discrimination. Bobbi Gibb est l'une des premières, en 1966. Son inscription ayant été refusée, elle se dissimule à côté du départ et se lance avec les autres compétiteurs. Elle termine le marathon officieusement en 3 heures, 21 minutes et 40 secondes devançant les deux tiers des coureurs. L'année suivante, en 1967, une autre femme, Kathrine Switzer, termine la course. Jock Semple tente bien de l'arrêter en pleine course et d'arracher son dossard,. Il la saisit par l'épaule, la projette en arrière et crie : « Foutez le camp de ma course et donnez-moi ce numéro ! ». Mais les autres coureurs, entourant Kathrine Switzer au moment de cette altercation, interviennent alors, lui permettant de poursuivre. Le petit ami de Kathrine Switzer, Tom Miller, spécialiste du lancer du marteau, qui court à proximité d'elle, réussit à écarter Jock Semple. La scène est abondamment photographiée et fait la une des journaux, présentée dans quelques-uns de ces médias comme un nouveau combat entre la Belle et la Bête,. Le règlement du marathon de Boston ne faisant explicitement aucune mention du sexe et l'inscription  de Kathrine Switzer ayant pu être faite dans les règles, même si elle n'y a mentionné que les initiales de ses prénoms, sa participation à la course est officiellement reconnue, première participation féminine à l'être à ce marathon.
Les années suivantes, les femmes sont officiellement exclues de cette compétition par le règlement, avant d'y être pleinement autorisées, mais en 1972. Kathrine Switzer devient commentatrice sportive, publie des ouvrages sur son expérience, promeut l'éducation et l'empowerment des femmes par la course à pied. Elle participe encore en 2017, à 70 ans, au marathon de Boston. Jock Semple, resté co-directeur du marathon jusqu'au début des années 1980, devient finalement, dans les années 1970, un de ses amis. Elle n'a aucune rancune contre lui, expliquant que ses préjugés de l'époque étaient très partagés. Les deux interviennent  en tandem dans des conférences, au cours desquelles Kathrine Switzer le présente comme « l'homme qui a le plus œuvré en faveur de la course de fond des femmes, à cause d'une photo ».
En 1981, il publie une autobiographie, Just Call Me Jock. Il est intronisé au RRCA American Long Distance Running Hall of Fame en 1985.
Il meurt d'un cancer du foie et du pancréas en mars 1988 à Peabody, dans le Massachusetts,.